# 努爾克特岩
73°25′S 3°6′W / 73.417°S 3.100°W
努爾克特岩，是南極洲的岩石，位於毛德皇后地的瑪塔公主海岸，處於哈爾格倫山以東，屬於基爾萬海崖的一部分，挪威製圖師根據探險隊的測量和拍攝的空中照片繪入地圖，現時由南極條約體系管理。